# Liste der denkmalgeschützten Objekte im Okres Louny
Grundlage dieser Liste der denkmalgeschützten Objekte im Okres Louny ist die ÚSKP-Liste (tschechisch Ústřední seznam kulturních památek České republiky ‚Zentrale Liste der Kulturdenkmäler der Tschechischen Republik‘), die von der tschechischen Denkmalschutzbehörde NPÚ (tschechisch Národní památkový ústav ‚Nationale Denkmalbehörde‘) seit 1987 geführt wird und an die seit dem Jahre 1850 geschaffenen Listen anschließt.
Die folgenden Angaben ersetzen nicht die rechtsverbindliche Auskunft der Denkmalbehörde.
Die denkmalgeschützten Objekte werden hier für die einzelnen Gemeinden im Okres Louny aufgelistet. Außerdem gibt es separate Listen für folgende Orte:
- Liste der denkmalgeschützten Objekte in Blšany
- Liste der denkmalgeschützten Objekte in Cítoliby
- Liste der denkmalgeschützten Objekte in Krásný Dvůr
- Liste der denkmalgeschützten Objekte in Kryry
- Liste der denkmalgeschützten Objekte in Libčeves
- Liste der denkmalgeschützten Objekte in Liběšice u Žatce
- Liste der denkmalgeschützten Objekte in Louny
- Liste der denkmalgeschützten Objekte in Měcholupy
- Liste der denkmalgeschützten Objekte in Nové Sedlo
- Liste der denkmalgeschützten Objekte in Peruc
- Liste der denkmalgeschützten Objekte in Podbořany
- Liste der denkmalgeschützten Objekte in Postoloprty
- Liste der denkmalgeschützten Objekte in Vroutek
- Liste der denkmalgeschützten Objekte in Zálužice
- Liste der denkmalgeschützten Objekte in Žatec

## Bitozeves(Witoseß)
| Lage                                                                           | Objekt                                                            | Beschreibung                                                       | ÚSKP-Nr.                  | Bild           |
| ------------------------------------------------------------------------------ | ----------------------------------------------------------------- | ------------------------------------------------------------------ | ------------------------- | -------------- |
| Bitozeves, am Haus Nr. 52, unweit vom Ufer der Chomutovka (Kometau) (Standort) | Adalbertkapelle (Výklenková kaplička svatého Vojtěcha)            | Nischenkapelle des hl. Adalbert                                    | 42414/5-1054 Info Katalog | weitere Bilder |
| Bitozeves (Standort)                                                           | Kirche des Erzengels Michael (Kostel svatého Michaela archanděla) | Kirche des Erzengels Michael, Einfriedung und Tor                  | 42425/5-1052 Info Katalog | weitere Bilder |
| Bitozeves 12 (Standort)                                                        | Feste                                                             | Ehem. Feste Nr. 12, jetzt Wirtschaftsgebäude                       | 43179/5-1053 Info Katalog | weitere Bilder |
| Nehasice (Standort)                                                            | Kirche Mariä Geburt                                               | Kirche Mariä Geburt, Einfriedung und Treppe in Nehasice (Nehasitz) | 43478/5-1281 Info Katalog | weitere Bilder |

## Blatno(Pladen)
| Lage                                                        | Objekt                                          | Beschreibung                                              | ÚSKP-Nr.                  | Bild           |
| ----------------------------------------------------------- | ----------------------------------------------- | --------------------------------------------------------- | ------------------------- | -------------- |
| Blatno, auf der westlichen Seite des Dorfplatzes (Standort) | Kirche St. Michael (Kostel svatého Michaela)    | Kirche St. Michael                                        | 43291/5-1055 Info Katalog | weitere Bilder |
| Blatno 11 (Standort)                                        | Portal des Kellers im Wirtschaftsgebäude Nr. 11 | Keller im Wirtschaftsgebäude Nr. 11, davon nur das Portal | 42527/5-1056 Info Katalog | BW             |
| Blatno, am südwestlichen Teil des Dorfplatzes (Standort)    | Mariensäule                                     | Mariensäule                                               | 43722/5-1058 Info Katalog | weitere Bilder |
| Malměřice (Alberitz) (Standort)                             | Kirche St. Anna (Kostel svaté Anny)             | Annenkirche Malměřice (Alberitz)                          | 42305/5-1059 Info Katalog | weitere Bilder |

## Blažim(Ploscha)
| Lage                              | Objekt                              | Beschreibung | ÚSKP-Nr.                  | Bild           |
| --------------------------------- | ----------------------------------- | --- | ------------------------- | -------------- |
| Blažim (Standort)                 | Kirche des hl. Prokop               | Kirche des hl. Prokop; Barockkomplex, bestehend aus Kirche Pfarrhof und Landwirtschaftlichem Hof (Speicher), errichtet 1706/1707 vom Architekten Paul Ignaz Bayer (1656–1733) für die Schwarzenberger. | 43123/5-1060 Info Katalog | weitere Bilder |
| Blažim 58 (Standort)              | Pfarrhaus                           | Pfarrhaus | 42853/5-1061 Info Katalog | Pfarrhaus      |
| Blažim (Standort)                 | Landwirtschaftlicher Hof            | Landwirtschaftlicher Hof, Speicher, Scheune, Einfriedung, ehem. Feste | 43588/5-1062 Info Katalog | weitere Bilder |
| Blažim, im Ortszentrum (Standort) | Statue des hl. Johannes von Nepomuk | Statue des hl. Johannes von Nepomuk | 42587/5-1063 Info Katalog | weitere Bilder |

## Blšany u Loun(Pschan)
| Lage                       | Objekt                               | Beschreibung         | ÚSKP-Nr.                  | Bild           |
| -------------------------- | ------------------------------------ | -------------------- | ------------------------- | -------------- |
| Blšany u Loun 1 (Standort) | Schloss Blšany (Zámek Blšany u Loun) | Barockschloss Blšany | 42653/5-1149 Info Katalog | weitere Bilder |

## Břvany(Weberschan)
| Lage                                                                      | Objekt                                     | Beschreibung | ÚSKP-Nr.                  | Bild                        |
| ------------------------------------------------------------------------- | ------------------------------------------ | --- | ------------------------- | --------------------------- |
| Břvany 4 (Standort)                                                       | Tor des Bauerngehöfts Nr. 4                | Tor eines Bauerngehöfts. Die gemauerte und verputzte Mauer aus dem 18. Jahrhundert, die den Bereich des Hofes abgrenzt, wird durch Eingänge mit gewölbten Bögen und einem Schild über dem Eingang unterbrochen.                                                                               | 43203/5-1079 Info Katalog | Tor des Bauerngehöfts Nr. 4 |
| Břvany, Dlouhá 22 (Standort)                                              | Bauernhaus Nr. 22                          | Das Bauerngehöft aus dem Jahr 1906 befindet sich auf der rechten Straßenseite von Raná. Der Komplex enthält einen geschlossenen Bauernhof mit dem Wohngebäude, Ausgedingehaus, einer Scheune und einem Wirtschaftsgebäude. Das Wohngebäude weist einen pseudobarocken Giebel mit Voluten auf. | 43213/5-1077 Info Katalog | Bauernhaus Nr. 22           |
| Břvany, Dlouhá, in der Ortsmitte, südlich vom Kinderspielplatz (Standort) | Rochusstatue                               | Statue des hl. Rochus. Sandsteinskulptur auf zweistufigem Fundament und Sockel von 1820. Der heilige Roch trägt einen langen Rock, die rechte Hand an die Brust gedrückt, die linke abweisend. Ein Hund sitzt an seinem linken Bein.                                                          | 43039/5-1075 Info Katalog | Rochusstatue                |
| Břvany, Dlouhá, westlich vom Haus Nr. 57 (Standort)                       | Statue des hl. Johannes von Nepomuk        | Statue des hl. Johannes von Nepomuk. Sandsteinskulptur aus dem 18. Jahrhundert mit einem quadratischen Doppelsockel auf einem massiven Fundament. Der Heilige trägt ein kanonisches Gewand mit einem Birett auf dem Kopf und hält ein Kreuz in beiden Händen, vor dem er den Kopf neigt.      | 42513/5-1076 Info Katalog | weitere Bilder              |
| Břvany, Dlouhá 34 (Standort)                                              | Bauernhaus Nr. 34                          | Bauerngehöft auf geschlossenem Grundriss aus dem 19. Jahrhundert, links an der Straße von Raná gelegen. Der Komplex besteht aus einem Bauernhof mit einem Wohnhaus, einem Tor, einer Scheune und einem Getreidespeicher.                                                                      | 42454/5-1078 Info Katalog | Bauernhaus Nr. 34           |
| Břvany, Dlouhá (Standort)                                                 | Kirche St. Martin (Kostel svatého Martina) | Kirche St. Martin. Das Areal der spätgotischen Martinskirche von 1501 (umgebaut 1720) wird von einer Steinmauer umgeben. Die Kirche ist einschiffig, rechteckig, mit sieben Stützsäulen und einem Pyramidendach mit Laterne, Zwiebel und Kreuz versehen.                                      | 42296/5-1074 Info Katalog | weitere Bilder              |

## Čeradice(Tscheraditz)
| Lage              | Objekt                              | Beschreibung                                           | ÚSKP-Nr.                  | Bild           |
| ----------------- | ----------------------------------- | ------------------------------------------------------ | ------------------------- | -------------- |
| Kličín (Standort) | Kirche des hl. Johannes von Nepomuk | Kirche des hl. Johannes von Nepomuk Kličín (Klitschin) | 43668/5-1103 Info Katalog | weitere Bilder |

## Černčice(Tscherntschitz)
| Lage                                              | Objekt                                                                  | Beschreibung                                         | ÚSKP-Nr.                  | Bild                           |
| ------------------------------------------------- | ----------------------------------------------------------------------- | ---------------------------------------------------- | ------------------------- | ------------------------------ |
| Černčice, Václavské náměstí 1, Žižkova (Standort) | Landwirtschaftlicher Hof Nr. 1                                          | Landwirtschaftlicher Hof                             | 42408/5-1109 Info Katalog | Landwirtschaftlicher Hof Nr. 1 |
| Černčice (Standort)                               | Laurentiuskirche                                                        | Kirche des hl. Laurentius                            | 42442/5-1104 Info Katalog | weitere Bilder                 |
| Černčice (Standort)                               | Denkmal für die Opfer des Zweiten Weltkriegs (Pomník obětem II. odboje) | Denkmal für die Opfer des Zweiten Weltkriegs         | 42600/5-4981 Info Katalog | weitere Bilder                 |
| Černčice, Žižkova 26 (Standort)                   | Haus Nr. 26                                                             | Bauernhaus                                           | 43377/5-1108 Info Katalog | Haus Nr. 26                    |
| Černčice 13 (Standort)                            | Haus Nr. 13                                                             | Barockes Bauernhaus von 1767 mit Einfriedung und Tor | 43193/5-1105 Info Katalog | Haus Nr. 13                    |
| Černčice, Komenského náměstí 25 (Standort)        | Haus Nr. 25                                                             | Bauernhaus                                           | 43181/5-1107 Info Katalog | Haus Nr. 25                    |

## Dobroměřice (Dobromierschitz)
| Lage                                                    | Objekt                                           | Beschreibung            | ÚSKP-Nr.                  | Bild                                          |
| ------------------------------------------------------- | ------------------------------------------------ | ----------------------- | ------------------------- | --------------------------------------------- |
| Dobroměřice, im nordöstlichen Teil des Dorfs (Standort) | Statue des hl. Wenzel (Socha svatého Václava)    | Statue des hl. Wenzel   | 42682/5-1116 Info Katalog | Statue des hl. Wenzel (Socha svatého Václava) |
| Dobroměřice, Pražská (Standort)                         | Kirche des hl. Matthäus (Kostel svatého Matouše) | Kirche des hl. Matthäus | 43200/5-1114 Info Katalog | weitere Bilder                                |
| Dobroměřice 112 (Standort)                              | Bauernhaus Nr. 112                               | Bauerngehöft . Pražská  | 43382/5-1117 Info Katalog | weitere Bilder                                |
| Dobroměřice, nördlich vom Ort (Standort)                | Meilenstein (Milník)                             | Meilenstein             | 43764/5-1145 Info Katalog | Meilenstein (Milník)                          |
| Dobroměřice, Příční 5 (Standort)                        | Schule                                           | Schule                  | 43645/5-1115 Info Katalog | Schule                                        |

## Domoušice(Domauschitz)
| Lage                                 | Objekt                                                        | Beschreibung | ÚSKP-Nr.                  | Bild                    |
| ------------------------------------ | ------------------------------------------------------------- | --- | ------------------------- | ----------------------- |
| Domoušice (Standort)                 | Burgstall Rovina (Hradiště Na Rovinách)                       | Burgstall Domoušice bzw. Rovina westlich von Domoušice – befestigte Siedlung, archäologische Spuren. Späthallstattzeitliche Befestigungsanlage aus der frühen Eisenzeit (600 v. Chr.) mit Resten des Walles und des Grabens. Die Wälle bilden ein Rechteck und wurden aus Stein und Ton erbaut. Es wurden keine Wohnbauten oder Skelettreste gefunden, nur Bronze, ein Messer und Keramikfragmente, daher wird angenommen, dass es sich um eine Kultstätte handelte.          | 42837/5-1124 Info Katalog | weitere Bilder          |
| Domoušice (Standort)                 | Kirche St. Martin                                             | Kirche St. Martin. Die Barockkirche von 1754 ist ein einfaches, einschiffiges Typ „Il Gesu“. Das Dach über dem Presbyterium wird von einem kleinen Glockenturm bekrönt. Das Areal um die Kirche und der Glockenturm aus dem 16. Jahrhundert wird von der unverputzten Umfassungsmauer mit Tor und Nischenkapellen begrenzt. | 42287/5-1121 Info Katalog | weitere Bilder          |
| Domoušice 128 (Standort)             | Pfarrhaus                                                     | Pfarrhaus im südlichen Teil des Dorfes nördlich der Straße nach Filipov (Philippsthal), erbaut 1904. Das verbindende Element von Pfarrhaus und Wirtschaftsgebäuden ist die Gestaltung der Fassade. Einzeldenkmale sind: - Pfarrhaus mit T-förmigem Grundriss, im Giebel befindet sich eine Christusstatue und darunter eine Inschrift - Wirtschaftsgebäude mit einem rechteckigen Schuppen - Umfassungsmauer aus Bruchsteinen mit einer mit Ziegeln bedeckten Mauerwerkskrone | 106301 Info Katalog       | BW                      |
| Domoušice, im Ortszentrum (Standort) | Kapelle mit Glockenturm                                       | Kapelle mit Glockenturm – ein sogenanntes Glockenhäusl. Ein einfaches undatiertes Gebäude volkstümlicher Architektur auf quadratischem Grundriss. Der Eingang zum Innenraum ist rechteckig mit einem gewölbten Bogen, schindelgedecktes Zeltdach mit hölzernem Glockenstuhl. | 43487/5-1123 Info Katalog | Kapelle mit Glockenturm |
| Domoušice (Standort)                 | Steinreihen von Kounov (Kultovní místo – Kamenné řady Kounov) | Kultstätte, archäologische Spuren. Die Kultstätte der Steinreihen von Kounov (Kaunowa) wird durch Steinreihen von Quarzblöcken gebildet. Ihr Zweck ist noch unbekannt, es könnte eine Form des Mondkalenders der Bewohner der Steinzeit gewesen sein, sie könnten religiöse oder defensive Bedeutung gehabt haben. | 43221/5-1125 Info Katalog | weitere Bilder          |
| Domoušice 1 (Standort)               | Schloss Domoušice (Zámek Domoušice)                           | Barockschloss Domoušice, erbaut 1714. Das Areal besteht aus dem Schlossgebäude mit spätbarockem Umbau, einem Hopfentrockner, einem Getreidespeicher, zwei Nebengebäuden und einem Garten mit Gartenmauer sowie der Einfriedung. Der Hauptakzent des Schlosses ist der Giebel mit Uhr. | 43029/5-1122 Info Katalog | weitere Bilder          |

## Holedeč(Holletitz)
| Lage                                                                                       | Objekt                                                   | Beschreibung                           | ÚSKP-Nr.                  | Bild                    |
| ------------------------------------------------------------------------------------------ | -------------------------------------------------------- | -------------------------------------- | ------------------------- | ----------------------- |
| Holedeček, im Ortszentrum (Standort)                                                       | Kirche des hl. Bartholomäus (Kostel svatého Bartoloměje) | Kirche des hl. Bartholomäus            | 43565/5-1132 Info Katalog | weitere Bilder          |
| Holedeček, Holedeč 8 (Standort)                                                            | Bauernhaus Nr. 8                                         | Bauerngehöft                           | 42820/5-1133 Info Katalog | BW                      |
| Stránky, an der Straße von Veletice (Weletitz) nach Holedeček (Klein Holletitz) (Standort) | Nischenkapelle                                           | Nischenkapelle Stránky (Tronitz)       | 42752/5-1134 Info Katalog | Nischenkapelle          |
| Stránky, im Dorfzentrum (Standort)                                                         | Kapelle mit Glockenturm                                  | Kapelle mit Glockenturm (Glockenhäusl) | 50050/5-5865 Info Katalog | Kapelle mit Glockenturm |
| Veletice 36 (Standort)                                                                     | Bauernhaus Nr. 36                                        | Bauerngehöft                           | 42591/5-1135 Info Katalog | Bauernhaus Nr. 36       |

## Hříškov (Rischkau)
| Lage                             | Objekt                 | Beschreibung           | ÚSKP-Nr.                  | Bild              |
| -------------------------------- | ---------------------- | ---------------------- | ------------------------- | ----------------- |
| Hříškov, am Dorfplatz (Standort) | Dreifaltigkeitskapelle | Dreifaltigkeitskapelle | 43174/5-1138 Info Katalog | weitere Bilder    |
| Hříškov 54 (Standort)            | Bauernhaus Nr. 54      | Bauerngehöft           | 43667/5-1137 Info Katalog | Bauernhaus Nr. 54 |

## Hřivice(Hriwitz)
| Lage                                  | Objekt                                                       | Beschreibung                    | ÚSKP-Nr.                  | Bild                  |
| ------------------------------------- | ------------------------------------------------------------ | ------------------------------- | ------------------------- | --------------------- |
| Hřivice (Standort)                    | Kirche des Apostels Jakobus (Kostel svatého Jakuba Apoštola) | Kirche des Apostels Jakobus     | 42847/5-1142 Info Katalog | weitere Bilder        |
| Hřivice (Standort)                    | Glockenturm (Zvonice)                                        | Glockenturm                     | 43574/5-1143 Info Katalog | Glockenturm (Zvonice) |
| Touchovice, im Dorfzentrum (Standort) | Kapelle                                                      | Kapelle Touchovice (Tauchowitz) | 42659/5-1451 Info Katalog | Kapelle               |

## Chlumčany(Klumtschan)
| Lage                                 | Objekt                                           | Beschreibung                              | ÚSKP-Nr.                  | Bild                                |
| ------------------------------------ | ------------------------------------------------ | ----------------------------------------- | ------------------------- | ----------------------------------- |
| Chlumčany, am Haus Nr. 66 (Standort) | Statue des hl. Johannes von Nepomuk              | Statue des hl. Johannes von Nepomuk       | 43060/5-1148 Info Katalog | Statue des hl. Johannes von Nepomuk |
| Chlumčany (Standort)                 | Kirche des hl. Clemens (Kostel svatého Klimenta) | Kirche des hl. Clemens                    | 43087/5-1146 Info Katalog | weitere Bilder                      |
| Chlumčany 59, 94 (Standort)          | Zuckerfabrik (Cukrovar)                          | Ehem. Zuckerfabrik, Brauerei und Malzhaus | 42327/5-1147 Info Katalog | weitere Bilder                      |

## Chožov(Koschow)
| Lage                                    | Objekt                                                 | Beschreibung                                                                | ÚSKP-Nr.                  | Bild                                                   |
| --------------------------------------- | ------------------------------------------------------ | --------------------------------------------------------------------------- | ------------------------- | ------------------------------------------------------ |
| Chožov, am Weg nach Orasice (Standort)  | Nikolausstatue (Socha svatého Mikuláše)                | Nikolausstatue                                                              | 53971/5-1154 Info Katalog | Nikolausstatue (Socha svatého Mikuláše)                |
| Chožov (Standort)                       | Mariensäule                                            | Mariensäule                                                                 | 53975/5-1152 Info Katalog | Mariensäule                                            |
| Chožov 115 (Standort)                   | Pfarrhaus (Sbor a fara Církve československé husitské) | Versammlungsraum und Pfarrhaus der Tschechoslowakischen Hussitischen Kirche | 103656 Info Katalog       | Pfarrhaus (Sbor a fara Církve československé husitské) |
| Chožov 22 (Standort)                    | Landwirtschaftlicher Hof Nr. 22                        | Landwirtschaftlicher Hof                                                    | 42444/5-1153 Info Katalog | Landwirtschaftlicher Hof Nr. 22                        |
| Chožov, pod Chožovkým vrchem (Standort) | Versammlungsraum                                       | Versammlungsraum und Sportgebäude – ein Treffpunkt für Feiern               | 42671/5-4865 Info Katalog | Versammlungsraum                                       |
| Třtěno 22 (Standort)                    | Hüttich-Hof mit Kapelle (Hüttichův statek s kaplí)     | Bauerngehöft – Hüttich-Hof mit Kapelle in Třtěno (Kröndorf)                 | 42422/5-1454 Info Katalog | Hüttich-Hof mit Kapelle (Hüttichův statek s kaplí)     |
| Třtěno (Standort)                       | Statue des hl. Johannes von Nepomuk                    | Statue des hl. Johannes von Nepomuk                                         | 43387/5-1455 Info Katalog | Statue des hl. Johannes von Nepomuk                    |

## Jimlín(Imling)
| Lage                                       | Objekt                               | Beschreibung | ÚSKP-Nr.                  | Bild                                 |
| ------------------------------------------ | ------------------------------------ | --- | ------------------------- | ------------------------------------ |
| Jimlín 220 (Standort)                      | Schloss Nový Hrad (Zámek Nový hrad)  | Schloss Nový hrad (Neuschloß). Umfangreicher Gebäudekomplex mit Turm, Schlosskapelle und drei Innenhöfen sowie Einfriedung mit drei Toren, ursprünglich eine gotische Burg aus den Jahren 1465–1474, mehrfach umgebaut, 1861 restauriert. | 42390/5-1155 Info Katalog | weitere Bilder                       |
| Jimlín (Standort)                          | Säule der hl. Anna selbdritt         | Säule der hl. Anna selbdritt | 42572/5-1158 Info Katalog | Säule der hl. Anna selbdritt         |
| Jimlín 1 (Standort)                        | Feste Jimlín                         | Ehem. Feste – mehrdeutige, archäologische Spuren, nicht erforscht | 43548/5-1159 Info Katalog | Feste Jimlín                         |
| Jimlín, am Haus Nr. 225 (Standort)         | Statue des hl. Johannes von Nepomuk  | Statue des hl. Johannes von Nepomuk | 43100/5-1157 Info Katalog | Statue des hl. Johannes von Nepomuk  |
| Jimlín, am Schloss (Standort)              | Statue des hl. Johannes von Nepomuk  | Statue des hl. Johannes von Nepomuk | 43766/5-1156 Info Katalog | Statue des hl. Johannes von Nepomuk  |
| Jimlín, im Schlosshof (Standort)           | Löwenstatue (Socha lva)              | Löwenstatue (nicht gefunden) | 43790/5-3553 Info Katalog | BW                                   |
| Zeměchy, im nördlichen Ortsteil (Standort) | Statue des hl. Johannes von Nepomuk  | Statue des hl. Johannes von Nepomuk in Zeměchy (Semiech) | 43090/5-1163 Info Katalog | Statue des hl. Johannes von Nepomuk  |
| Zeměchy, hřbitov, hrob č. 143 (Standort)   | Grab von Karel Lím (Hrob Karla Líma) | Grabstätte des Sportlers Karel Lím (1875–1958), Grab Nr. 143 | 43055/5-4986 Info Katalog | Grab von Karel Lím (Hrob Karla Líma) |

## Koštice (Koschtitz)
| Lage                                                                   | Objekt                                  | Beschreibung                                   | ÚSKP-Nr.                  | Bild                                    |
| ---------------------------------------------------------------------- | --------------------------------------- | ---------------------------------------------- | ------------------------- | --------------------------------------- |
| Koštice (Standort)                                                     | Statue des hl. Johannes von Nepomuk     | Statue des hl. Johannes von Nepomuk            | 43012/5-1190 Info Katalog | Statue des hl. Johannes von Nepomuk     |
| Koštice (Standort)                                                     | Kirche des hl. Antonius von Padua       | Kirche des hl. Antonius von Padua              | 43271/5-1189 Info Katalog | weitere Bilder                          |
| Vojničky, gegenüber vom Haus Nr. 23 (Standort)                         | Glockenturm – Gabel (Zvonička – vidlák) | Glockenturm – Gabel in Vojničky (Klein Wunitz) | 42800/5-1478 Info Katalog | Glockenturm – Gabel (Zvonička – vidlák) |
| Vojničky, an der Straße von Koštice nach Hnojnice (Noynitz) (Standort) | Säule mit Statue des hl. Laurentius     | Säule mit Statue des hl. Laurentius            | 42704/5-1191 Info Katalog | Säule mit Statue des hl. Laurentius     |
| Vojničky,am nordwestlichen Ortsrand (Standort)                         | Bildstock                               | Bildstock                                      | 43109/5-1477 Info Katalog | Bildstock                               |
| Vojničky, gegenüber von Haus Nr. 23 (Standort)                         | Statue des hl. Wenzel                   | Statue des hl. Wenzel                          | 43096/5-1476 Info Katalog | Statue des hl. Wenzel                   |

## Kozly(Kosel)
| Lage             | Objekt                              | Beschreibung                        | ÚSKP-Nr.                  | Bild           |
| ---------------- | ----------------------------------- | ----------------------------------- | ------------------------- | -------------- |
| Kozly (Standort) | Kirche des hl. Martin               | Kirche des hl. Martin               | 43403/5-1192 Info Katalog | weitere Bilder |
| Kozly (Standort) | Statue des hl. Johannes von Nepomuk | Statue des hl. Johannes von Nepomuk | 42677/5-1193 Info Katalog | weitere Bilder |

## Lenešice(Leneschitz)
| Lage                                   | Objekt                                      | Beschreibung                                | ÚSKP-Nr.                  | Bild                            |
| -------------------------------------- | ------------------------------------------- | ------------------------------------------- | ------------------------- | ------------------------------- |
| Lenešice 35 (Standort)                 | Pfarrhaus                                   | Pfarrhaus                                   | 42651/5-1220 Info Katalog | Pfarrhaus                       |
| Lenešice (Standort)                    | Säule mit Statue des hl. Wenzel             | Säule mit Statue des hl. Wenzel             | 42955/5-1217 Info Katalog | Säule mit Statue des hl. Wenzel |
| Lenešice (Standort)                    | Nischenkapelle des hl. Johannes von Nepomuk | Nischenkapelle des hl. Johannes von Nepomuk | 42923/5-1219 Info Katalog | weitere Bilder                  |
| Lenešice (Standort)                    | Kirche des hl. Simon und Juda               | Pfarrkirche des hl. Simon und Juda          | 43217/5-1216 Info Katalog | weitere Bilder                  |
| Lenešice (Standort)                    | Getreidespeicher (Sýpka)                    | Getreidespeicher                            | 43674/5-1218 Info Katalog | Getreidespeicher (Sýpka)        |
| Lenešice, Knížete Václava 1 (Standort) | Schloss Lenešice                            | Schloss Leneschitz                          | 43634/5-1221 Info Katalog | weitere Bilder                  |

## Libočany(Libotschan)
| Lage                   | Objekt                                     | Beschreibung                       | ÚSKP-Nr.                  | Bild               |
| ---------------------- | ------------------------------------------ | ---------------------------------- | ------------------------- | ------------------ |
| Libočany 1 (Standort)  | Schloss Libočany                           | Barockschloss Libotschan (um 1770) | 43015/5-1239 Info Katalog | weitere Bilder     |
| Libočany (Standort)    | Allerheiligenkirche (Kostel Všech svatých) | Allerheiligenkirche                | 42540/5-1238 Info Katalog | weitere Bilder     |
| Libočany 13 (Standort) | Schmiede (Kovárna)                         | Schmiede                           | 42736/5-1240 Info Katalog | Schmiede (Kovárna) |
| Libočany 32 (Standort) | Pfarrhaus                                  | Pfarrhaus                          | 43703/5-3532 Info Katalog | weitere Bilder     |
| Libočany (Standort)    | Speicher                                   | Speicher                           | 43663/5-1241 Info Katalog | Speicher           |

## Libořice(Liboritz)
| Lage                                                              | Objekt                            | Beschreibung                                | ÚSKP-Nr.                  | Bild                              |
| ----------------------------------------------------------------- | --------------------------------- | ------------------------------------------- | ------------------------- | --------------------------------- |
| Libořice 1 (Standort)                                             | Schloss Libořice                  | Schloss Liboritz                            | 43653/5-1243 Info Katalog | weitere Bilder                    |
| Libořice 31 (Standort)                                            | Pfarrhaus                         | Pfarrhaus                                   | 42873/5-1244 Info Katalog | Pfarrhaus                         |
| Libořice (Standort)                                               | Kirche Mariä Himmelfahrt          | Kirche Mariä Himmelfahrt                    | 42967/5-1242 Info Katalog | weitere Bilder                    |
| Železná, Dorfplatz (Standort)                                     | Kapelle                           | Kapelle in Železná (Schelesen)              | 43523/5-1247 Info Katalog | Kapelle                           |
| Železná, über die Blšanka (Standort)                              | Eisenbahnbrücke (Železniční most) | Eisenbahnbrücke über die Blšanka (Goldbach) | 42356/5-1246 Info Katalog | Eisenbahnbrücke (Železniční most) |
| Železná, an der Landstraße nach Milčeves (Miltschowes) (Standort) | Nischenkapelle                    | Nischenkapelle                              | 42610/5-1245 Info Katalog | Nischenkapelle                    |

## Lipno(Großlippen)
| Lage                                   | Objekt                   | Beschreibung                        | ÚSKP-Nr.                  | Bild                     |
| -------------------------------------- | ------------------------ | ----------------------------------- | ------------------------- | ------------------------ |
| Lipno 1 (Standort)                     | Schloss Lipno            | Schloss Großlippen                  | 42554/5-1259 Info Katalog | weitere Bilder           |
| Lipenec (Standort)                     | Kirche des hl. Wenzel    | Kirche des hl. Wenzel               | 42601/5-1257 Info Katalog | weitere Bilder           |
| Lipenec čp. 45, 113 und 114 (Standort) | Meierhof (Poplužní dvůr) | Landwirtschaftlicher Hof – Meierhof | 43568/5-1258 Info Katalog | Meierhof (Poplužní dvůr) |

## Líšťany(Lischtian)
| Lage                 | Objekt                                     | Beschreibung                         | ÚSKP-Nr.                  | Bild                                       |
| -------------------- | ------------------------------------------ | ------------------------------------ | ------------------------- | ------------------------------------------ |
| Líšťany 1 (Standort) | Landwirtschaftlicher Hof Nr. 1 mit Kapelle | Landwirtschaftlicher Hof mit Kapelle | 43533/5-1260 Info Katalog | Landwirtschaftlicher Hof Nr. 1 mit Kapelle |

## Lubenec(Lubens)
| Lage                                        | Objekt                                                            | Beschreibung                                                                                       | ÚSKP-Nr.                  | Bild                                                              |
| ------------------------------------------- | ----------------------------------------------------------------- | -------------------------------------------------------------------------------------------------- | ------------------------- | ----------------------------------------------------------------- |
| Lubenec, beim Friedhof (Standort)           | Säule des hl. Florian                                             | Säule des hl. Florian                                                                              | 42362/5-1263 Info Katalog | Säule des hl. Florian                                             |
| Lubenec, an der Laurentiuskirche (Standort) | Statue des hl. Sebastian und der Sockel der Statue des hl. Gregor | Statue des hl. Sebastian und der Sockel der Statue des hl. Gregor (ohne die Statue des hl. Gregor) | 42899/5-1261 Info Katalog | Statue des hl. Sebastian und der Sockel der Statue des hl. Gregor |
| Lubenec 254 (Standort)                      | Porzellanfabrik                                                   | Porzellanfabrik                                                                                    | 43136/5-1262 Info Katalog | Porzellanfabrik                                                   |
| Lubenec (Standort)                          | Holzkreuz mit Blechkörper                                         | Holzkreuz mit Blechkörper                                                                          | 43351/5-1264 Info Katalog | Holzkreuz mit Blechkörper                                         |
| Ležky (Standort)                            | Marienkapelle                                                     | Marienkapelle in Ležky (Leschkau)                                                                  | 102441 Info Katalog       | weitere Bilder                                                    |
| Ležky (Standort)                            | Kreuz                                                             | Sühnekreuz                                                                                         | 105891 Info Katalog       | Kreuz                                                             |
| Libkovice 10 (Standort)                     | Gasthaus                                                          | Gasthaus in Libkovice (Liebkowitz)                                                                 | 43304/5-1266 Info Katalog | Gasthaus                                                          |
| Libyně (Standort)                           | Kirche des hl. Ägidius                                            | Kirche des hl. Ägidius in Libyně (Libin)                                                           | 43363/5-1265 Info Katalog | weitere Bilder                                                    |

## Nepomyšl(Pomeisl)
| Lage                                                                                           | Objekt                  | Beschreibung                        | ÚSKP-Nr.                  | Bild           |
| ---------------------------------------------------------------------------------------------- | ----------------------- | ----------------------------------- | ------------------------- | -------------- |
| Nepomyšl, im Ortszentrum (Standort)                                                            | Kirche des hl. Nikolaus | Kirche des hl. Nikolaus             | 42850/5-1283 Info Katalog | weitere Bilder |
| Nepomyšl, an der Landstraße beim Wildreservat zwischen Nepomyšl und Dvérce (Wärzen) (Standort) | Bildstock               | Bildstock                           | 42401/5-1286 Info Katalog | Bildstock      |
| Nepomyšl 1 (Standort)                                                                          | Schloss Nepomyšl        | Schloss Pomeisl                     | 43372/5-1282 Info Katalog | weitere Bilder |
| Dětaň, am Dorfplatz (Standort)                                                                 | Bildstock               | Bildstock in Dětaň (Gödesin)        | 43004/5-1285 Info Katalog | Bildstock      |
| Chmelištná (Standort)                                                                          | Kapelle                 | Kapelle in Chmelištná (Chmelischen) | 10242/5-5566 Info Katalog | weitere Bilder |

## Nová Ves(Neudorf)
| Lage                              | Objekt  | Beschreibung | ÚSKP-Nr.                  | Bild    |
| --------------------------------- | ------- | ------------ | ------------------------- | ------- |
| Nová Ves, am Dorfplatz (Standort) | Kapelle | Kapelle      | 43682/5-1139 Info Katalog | Kapelle |

## Obora (Schonung)
| Lage                                                                                   | Objekt                   | Beschreibung             | ÚSKP-Nr.                  | Bild             |
| -------------------------------------------------------------------------------------- | ------------------------ | ------------------------ | ------------------------- | ---------------- |
| Obora, an der Straßen von Černčice (Tscherntschitz) nach Veltěže (Weltesch) (Standort) | Nischenkapelle           | Nischenkapelle           | 42784/5-1469 Info Katalog | Nischenkapelle   |
| Obora 1 (Standort)                                                                     | Pfarrhaus                | Pfarrhaus                | 43059/5-1111 Info Katalog | Pfarrhaus        |
| Obora 6 (Standort)                                                                     | Bauernhaus Nr. 6         | Bauerngehöft             | 43273/5-1112 Info Katalog | Bauernhaus Nr. 6 |
| Obora (Standort)                                                                       | Kirche der hl. Katharina | Kirche der hl. Katharina | 43326/5-1110 Info Katalog | weitere Bilder   |

## Očihov(Groß Otschehau)
| Lage                              | Objekt                | Beschreibung                                | ÚSKP-Nr.                  | Bild           |
| --------------------------------- | --------------------- | ------------------------------------------- | ------------------------- | -------------- |
| Očihov, im Ortszentrum (Standort) | Kirche des hl. Martin | Kirche des hl. Martin                       | 43006/5-1292 Info Katalog | weitere Bilder |
| Očihov, im Ortszentrum (Standort) | Kapelle               | Kapelle                                     | 42476/5-1293 Info Katalog | Kapelle        |
| Očihov, auf einem Feld (Standort) | Festung Řopík         | Festung „Řopík“ – Tschechoslowakischer Wall | 43465/5-1294 Info Katalog | Festung Řopík  |

## Opočno(Opotschna)
| Lage                       | Objekt                              | Beschreibung | ÚSKP-Nr.                  | Bild                                |
| -------------------------- | ----------------------------------- | --- | ------------------------- | ----------------------------------- |
| Opočno (Standort)          | Kirche Mariä Himmelfahrt            | Kirche Mariä Himmelfahrt, ursprünglich eine gotische Kirche, in den Jahren 1710–1713 baroqckisier und 1802/03 umgebaut, sie hat eine turmlose Fassade mit einem ädikulaartigem Giebel, der Turm ist von Norden an das Presbyterium angeschlossen und endet in einem Zeltdach.                                               | 42888/5-1161 Info Katalog | weitere Bilder                      |
| Opočno (Standort)          | Statue des hl. Johannes von Nepomuk | Statue des hl. Johannes von Nepomuk, auf einem zweistufigen Sockel, in seinen Händen trägt er ein Kruzifix mit einem Korpus, er hat ein Birett auf dem Kopf und einen Metallbügel mit fünf Sternen als Heiligenschein. | 43120/5-1162 Info Katalog | Statue des hl. Johannes von Nepomuk |
| Opočno 1 und 58 (Standort) | Pfarrhaus                           | Das Areal des Pfarrhauses ist im Süden mit der Kirche Mariä Himmelfahrt verbunden. Das Pfarrhaus Nr. 1 stammt vermutlich aus dem ersten Drittel des 17. Jahrhunderts und wird durch zwei Wirtschaftsgebäude ergänzt, das eine im Süden und das andere im Osten – das heutige Haus Nr. 58 (Wirtschaftsgebäude mit Kaplanei). | 106104 Info Katalog       | Pfarrhaus                           |

## Panenský Týnec(Jungfernteinitz)
| Lage                                         | Objekt               | Beschreibung | ÚSKP-Nr.                  | Bild                 |
| -------------------------------------------- | -------------------- | --- | ------------------------- | -------------------- |
| Panenský Týnec, am Weg nach Louny (Standort) | Meilenstein (Milník) | Meilenstein | 43314/5-1297 Info Katalog | Meilenstein (Milník) |
| Panenský Týnec 10 (Standort)                 | Kloster              | Kloster Panenský Týnec, Konvent und Torso der Kirche mit Glockenturm, ohne Schlossgebäude. Der Bau der Klosterkirche wurde 1382 begonnen und nie vollendet. Ein langes siebeneckiges Presbyterium ist mit dem quadratischen dreischiffigen Kirchenraum der Klosterkirche verbunden. 1744 wurde dem Torso an seiner Südostseite ein prismatischer Glockenturm hinzugefügt. | 43571/5-1295 Info Katalog | weitere Bilder       |
| Panenský Týnec (Standort)                    | Kirche des hl. Georg | Kirche des hl. Georg | 42498/5-1296 Info Katalog | weitere Bilder       |

## Petrohrad(Petersburg)
| Lage                                                                                            | Objekt                              | Beschreibung | ÚSKP-Nr.                  | Bild                                |
| ----------------------------------------------------------------------------------------------- | ----------------------------------- | --- | ------------------------- | ----------------------------------- |
| Petrohrad, in Richtung Jesenice (Standort)                                                      | Statue des hl. Johannes von Nepomuk | Statue des hl. Johannes von Nepomuk                                                                                           | 42374/5-1318 Info Katalog | Statue des hl. Johannes von Nepomuk |
| Petrohrad 1 (Standort)                                                                          | Schloss Petrohrad                   | Schloss Petersburg | 42329/5-1312 Info Katalog | weitere Bilder                      |
| Petrohrad, am Dorfplatz (Standort)                                                              | Statue des hl. Johannes von Nepomuk | Statue des hl. Johannes von Nepomuk                                                                                           | 42672/5-1316 Info Katalog | Statue des hl. Johannes von Nepomuk |
| Petrohrad, südlich vom Schloss (Standort)                                                       | Burg Petrohrad                      | Burgruine Petrohrad | 43040/5-1313 Info Katalog | weitere Bilder                      |
| Petrohrad 17 (Standort)                                                                         | Brauerei                            | Brauerei, nördlich vom Ort an der Straße nach Černčice                                                                        | 42965/5-1315 Info Katalog | Brauerei                            |
| Petrohrad, auf einem Hügel südwestlich des Dorfes (Standort)                                    | Allerheiligenkapelle (Rotunde)      | Allerheiligenkapelle | 43492/5-1314 Info Katalog | weitere Bilder                      |
| Petrohrad 5, gegenüber vom Schloss (Standort)                                                   | Landwirtschaftlicher Hof Nr. 5      | Landwirtschaftlicher Hof | 43768/5-1321 Info Katalog | Landwirtschaftlicher Hof Nr. 5      |
| Petrohrad, an der Grenze zwischen der Gemarkung Bílenec und der Gemarkung Petersburg (Standort) | Bildstock                           | Bildstock | 53923/5-1320 Info Katalog | BW                                  |
| Petrohrad, in Richtung Jesenice (Standort)                                                      | Kapelle                             | Kapelle | 53933/5-1317 Info Katalog | Kapelle                             |
| Bílenec (Standort)                                                                              | Nischenkapelle                      | Nischenkapelle in Bílenec (Wilenz)                                                                                            | 43431/5-1324 Info Katalog | Nischenkapelle                      |
| Bílenec (Standort)                                                                              | Kirche der hl. Maria Magdalena      | Kirche der hl. Maria Magdalena                                                                                                | 42741/5-1323 Info Katalog | weitere Bilder                      |
| Bílenec (Standort)                                                                              | Hradiště Šprymberk                  | Befestigte Siedlung, archäologische Spuren – wüste Burg Šprymberk (Springenberg), errichtet 1363 durch die Ritter von Schönau | 43684/5-1322 Info Katalog | weitere Bilder                      |

## Pnětluky(Netluk)
| Lage                                          | Objekt                    | Beschreibung                        | ÚSKP-Nr.                  | Bild           |
| --------------------------------------------- | ------------------------- | ----------------------------------- | ------------------------- | -------------- |
| Pnětluky, am Teich bei Haus Nr 108 (Standort) | Speicher                  | Speicher                            | 43312/5-1327 Info Katalog | Speicher       |
| Pnětluky (Standort)                           | Kirche des hl. Matthäus   | Kirche des hl. Matthäus             | 42371/5-1325 Info Katalog | weitere Bilder |
| Konětopy (Standort)                           | Burg Pravda (Hrad Pravda) | Burgruine Pravda Konětopy (Konotop) | 43094/5-1326 Info Katalog | weitere Bilder |

## Počedělice (Podschedlitz)
| Lage                                       | Objekt                  | Beschreibung                                     | ÚSKP-Nr.                  | Bild           |
| ------------------------------------------ | ----------------------- | ------------------------------------------------ | ------------------------- | -------------- |
| Počedělice, südwestlich vom Ort (Standort) | Galluskirche            | Kirche des hl. Gallus                            | 43705/5-1328 Info Katalog | weitere Bilder |
| Orasice (Standort)                         | Pietà-Statue            | Pietà-Statue in Orasice (Worasitz)               | 104350 Info Katalog       | Pietà-Statue   |
| Orasice (Standort)                         | Kirche des hl. Nikolaus | Kirche des hl. Nikolaus                          | 43364/5-1329 Info Katalog | weitere Bilder |
| Volenice (Standort)                        | Speicher                | Speicher in Volenice (Wolenitz), jedoch ohne Tor | 42817/5-1479 Info Katalog | Speicher       |

## Podbořanský Rohozec(Deutsch Rust)
| Lage                                                                        | Objekt                       | Beschreibung                                                                                                | ÚSKP-Nr.                  | Bild           |
| --------------------------------------------------------------------------- | ---------------------------- | --- | ------------------------- | -------------- |
| Podbořanský Rohozec (Standort)                                              | Feste Budiš (Tvrziště Budiš) | Feste Budiš (Rondell), mit archäologischen Spuren                                                           | 43043/5-1330 Info Katalog | weitere Bilder |
| Podbořanský Rohozec, im Ortszentrum (Standort)                              | Kapelle der hl. Notburga     | Kapelle der hl. Notburga                                                                                    | 43014/5-1331 Info Katalog | weitere Bilder |
| Podbořanský Rohozec, 1 km südöstlich vom Ort (Standort)                     | Burg Křečov                  | Burgruine Křečov                                                                                            | 43228/5-1332 Info Katalog | weitere Bilder |
| Bukovina, Gemarkung Podbořanský Rohozec, beim Truppenübungsplatz (Standort) | Kirche St. Michael           | Kirche St. Michael in Bukovina (Buckwa), teilweise ruinös, bis 2015 im Truppenübungsplatz Hradiště gelegen. | 51025/4-5247 Info Katalog | weitere Bilder |

## Raná(Rannay)
| Lage                                                                                        | Objekt              | Beschreibung        | ÚSKP-Nr.                  | Bild              |
| ------------------------------------------------------------------------------------------- | ------------------- | ------------------- | ------------------------- | ----------------- |
| Raná, südöstlich vom Ort, an der Kreuzung der Straße Nr. 28 mit der alten Straße (Standort) | Kreuz               | Kreuz               | 42775/5-1144 Info Katalog | weitere Bilder    |
| Raná, bei Haus Nr. 20 (Standort)                                                            | Statue Ecce Homo    | Statue Ecce Homo    | 42614/5-1385 Info Katalog | weitere Bilder    |
| Raná (Standort)                                                                             | Allerheiligenkirche | Allerheiligenkirche | 43358/5-1384 Info Katalog | weitere Bilder    |
| Raná 32 (Standort)                                                                          | Bauernhaus Nr. 32   | Bauerngehöft        | 43519/5-1386 Info Katalog | Bauernhaus Nr. 32 |

## Ročov(Rotschow)
| Lage                                                                                           | Objekt                                            | Beschreibung | ÚSKP-Nr.                  | Bild                                |
| ---------------------------------------------------------------------------------------------- | ------------------------------------------------- | --- | ------------------------- | ----------------------------------- |
| Raná (Standort)                                                                                | Kirche Mariä Geburt (Kostel Narození Panny Marie) | Kirche Mariä Geburt, errichtet in den Jahren 1876-1883 an der Stelle des alten Barockgebäudes. Die neugotische einschiffige Kirche ist mit einem Turm in der Hauptachse der Eingangsfassade ausgestattet, einschl. der Innenausstattung und der ursprünglichen Ausmalung des Kirchenraums. | 106058 Info Katalog       | weitere Bilder                      |
| Horní Ročov, im Park (Standort)                                                                | Mariensäule                                       | Mariensäule, Barockarbeit aus dem Jahr 1713. Auf dem oberen Sockel, eine Inschrift über den Stifter M. F. Trinkl, in tschechischer und deutscher Sprache, an jeder Seite zwei Akanthusblätter. Die Statue der Madonna und des Kindes ist statisch gestaltet, auf den Köpfen von beiden befinden sich Kronen. | 43305/5-1387 Info Katalog | Mariensäule                         |
| Horní Ročov, gegenüber von Haus Nr. 101 (Standort)                                             | Nischenkapelle des hl. Adalbert                   | Nischenkapelle des hl. Adalbert, eine kleine Kapelle auf rechteckigen Grundriss mit Pilaster in den Ecken, über dem Gesims ein Giebel mit Ädikule, vervollständigt durch ein Steinkreuz auf einem kleinen Sockel mit Bild des hl. Adalbert. | 42326/5-1388 Info Katalog | weitere Bilder                      |
| Dolní Ročov, Ročov 201 (Standort)                                                              | Kloster Dolní Ročov                               | Klostergebäude in Dolní Ročov (Unter Rotschow). Das Areal des Augustinerklosters umfasst die Kirche Mariä Himmelfahrt, den Garten, den Friedhof, die Leichenhalle und die Umfassungsmauer. Barocke Kirche (anstelle der urspr. gotischen Kirche von 1373) ab 1746 von Kilian Ignaz Dientzenhofer (1689–1751) und ab 1759 von Anselmo Lurago (um 1701–1765) neu errichtet. Das Kloster wurde 1846 vollendet. Einzeldenkmale in Dolní Ročov und Horní Ročov: - Kloster Dolní Ročov Nr. 201 - Kirche Maria Himmelfahrt Dolní Ročov - Garten, Friedhof und Umfassungsmauer Dolní Ročov - Leichenhalle Horní Ročov - Friedhof Horní Ročov | 43254/5-1389 Info Katalog | weitere Bilder                      |
| Dolní Ročov, Ročov 202, südwestlich vom Augustinerkloster, Dolní Ročov (Standort)              | Brauerei                                          | Brauerei: Der Brauereikomplex aus der zweiten Hälfte des 19. Jahrhunderts. besteht aus einer Mälzerei Nr. 202 mit einem Tor sowie einem Wirtschaftsgebäude mit reichhaltiger architektonischer Gestaltung. | 42724/5-1391 Info Katalog | Brauerei                            |
| Dolní Ročov, südöstlich vom Dorf Ročov, im Tal des Klosterbachs (Klášterecký potok) (Standort) | Statue des hl. Johannes von Nepomuk               | Statue des hl. Johannes von Nepomuk. | 86167/5-1390 Info Katalog | Statue des hl. Johannes von Nepomuk |

## Slavětín(Slawietin)
| Lage                                                               | Objekt                                                   | Beschreibung | ÚSKP-Nr.                  | Bild                                |
| ------------------------------------------------------------------ | -------------------------------------------------------- | --- | ------------------------- | ----------------------------------- |
| Slavětín, Na Městečku 1 (Standort)                                 | Hof Königreich (Dvůr Království)                         | Landwirtschaftlicher Hof, genannt Königreich, bestehend aus Wohnhaus, Wirtschaftsgebäude, zweistöckigen Getreidespeicher und Scheunen. | 42922/5-1421 Info Katalog | Hof Königreich (Dvůr Království)    |
| Slavětín (Standort)                                                | Kirche St. Jakob der Ältere                              | Kirche St. Jakob der Ältere. Das Hauptschiff der Kirche ist romanisch aus dem 13. Jahrhundert, Umbau der Kirche im gotischen Stil mit einem Rippengewölbe, verglastem Presbyterium mit großer Ausmalung von 1385. | 43205/5-1418 Info Katalog | weitere Bilder                      |
| Slavětín, auf dem Friedhof bei der Kirche, Grab Nr. 178 (Standort) | Grab des Dichters Konstantin Biebl                       | Grab des Dichters Konstantin Biebl (1898–1951) (Nr. 178). Das Familiengrab wurde im Jahr 1952 zu einem Ehrengrab an der Nordwand der Kirche umgestaltet. Der Dichter Konstantin Biebl stammte aus dieser Region. | 42413/5-4987 Info Katalog | Grab des Dichters Konstantin Biebl  |
| Slavětín, Bieblova 59 (Standort)                                   | Geburtshaus von Konstantin Biebl                         | Geburtshaus des Dichters Konstantin Biebl. Das Haus Nr. 59 gehörte MUDr. Peter Biebl und diente auch als eigene Arztpraxis. Es wurde 1731 von Mikuláš Kratochvíl erbaut. Späterer Umbau im Jugendstil. Ein Teil der Skulpturen am Eingang des Hauses beinhaltet medizinische Themen. Von der Südseite aus grenzt das Haus an das Gebäude des heutigen Postamtes Nr. 60, das oft als Geburtsort von Konstantin Biebl bezeichnet wird. Einzeldenkmale: - Haus der Familie Biebl, verbunden mit dem Postgebäude mit einem Gedenkraum und einem kleinen Museum, das Konstantin Biebl gewidmet ist - Garten vor dem Haus der Familie Biebl - Umfassungsmauer mit Tor | 106536 Info Katalog       | Geburtshaus von Konstantin Biebl    |
| Slavětín, Bieblova 60 (Standort)                                   | Blauer Salon im Geburtshaus von Konstantin Biebl         | Blauer Salon im Stadthaus, neben dem Geburtshaus von Konstantin Biebl. Ursprünglich war das ganze Haus geschützt, durch den kompletten Umbau im Jahr 1979 wurde aber sein Denkmalwert zerstört. Der Blaue Salon ist jedoch erhalten geblieben. Der Raum ist mit Stuck und Akanthusblättern dekoriert. Das Haus beherbergt die Post. | 42480/5-1419 Info Katalog | BW                                  |
| Slavětín, Na Městečku 14 (Standort)                                | Pfarrhaus                                                | Barockes Pfarrhaus, mehrstöckiges Gebäude von 1753–1759, mit Mansardendach. Die Fassade ist reich strukturiert, mit doppelten Pilastern an den abgerundeten Ecken. Zum Areal gehören ein Tor, zwei Scheunen und eine Mauer. | 42541/5-1416 Info Katalog | Pfarrhaus                           |
| Slavětín (Standort)                                                | Statue des hl. Johannes von Nepomuk                      | Statue des hl. Johannes von Nepomuk von 1761. | 43710/5-1417 Info Katalog | Statue des hl. Johannes von Nepomuk |
| Slavětín 207 (Standort)                                            | Kapelle Mariä Heimsuchung (Kaple Navštívení Panny Marie) | Kapelle Mariä Heimsuchung. Die zentrale achteckige Kapelle aus dem Jahr 1662 wurde 1742 renoviert. Sie ist von einem Helmdach und einer Scheinkuppel auf der Innenseite bedeckt. Die Fassade ist durch Lisenen unterteilt. Der Glockenturm am kleineren zweistöckigen Nebengebäude – westlich des Dorfes, an der Straße nach Veltěže. | 43732/5-1415 Info Katalog | weitere Bilder                      |
| Slavětín, Bieblova 52 (Standort)                                   | Bauernhaus Nr. 52                                        | Bauerngehöft, an der Straße befindet sich ein fast symmetrisch gebautes Gehöft aus der Zeit um 1800. Das Areal, zu dem neben dem zweistöckigen Wohngebäude auch eine kleinere Scheune und ein Getreidespeicher auf der Rückseite gehören, wird auf der Vorderseite durch ein Tor verschlossen. | 43626/5-1422 Info Katalog | Bauernhaus Nr. 52                   |
| Kystra 1 (Standort)                                                | Landwirtschaftlicher Hof Nr. 1                           | Landwirtschaftlicher Hof: Der rechteckige Innenhof ist durch ein mit Ziegeln verputztes Tor zugänglich. Markante barocke Volutengiebel an der Scheune sind mit einem Tympanon versehen. Zum Komplex gehören folgende Einzeldenkmale: - Wohngebäude Nr. 1, mit Satteldach - drei Scheunen - Speicher, mehrstöckig mit Satteldach - Umfassungsmauer mit Tor | 42974/5-1423 Info Katalog | Landwirtschaftlicher Hof Nr. 1      |

## Smolnice (Smolnitz)
| Lage                              | Objekt                                               | Beschreibung | ÚSKP-Nr.                  | Bild           |
| --------------------------------- | ---------------------------------------------------- | --- | ------------------------- | -------------- |
| Smolnice, am Dorfplatz (Standort) | Kapelle                                              | Kapelle | 42762/5-1428 Info Katalog | weitere Bilder |
| Smolnice (Standort)               | Bauerngehöft Nr. 54                                  | Bauerngehöft Nr. 54, davon nur: fünfeckiger Kuhstall, Scheune und Umfassungsmauer mit Tor                                                                 | 42737/5-1429 Info Katalog | weitere Bilder |
| Smolnice 1 (Standort)             | Pfarrhaus                                            | Pfarrhaus | 43001/5-1427 Info Katalog | Pfarrhaus      |
| Smolnice 113 (Standort)           | Villa Anton Wiehl (Vila Antonína Wiehla ve Smolnici) | Villa des Architekten Antonín Wiehl (1846–1910), Neo-Renaissance-Bau von 1898                                                                             | 43338/5-1425 Info Katalog | weitere Bilder |
| Smolnice 4 (Standort)             | Wiehl-Hof (Wiehlův statek)                           | Bauerngehöft, genannt Wiehl-Hof, weil Antonín Wiehls Frau von hier stammte und die Fassade des Hofs von A. Wiehl im Neorenaissance-Stil umgestaltet wurde | 43302/5-1426 Info Katalog | weitere Bilder |
| Smolnice (Standort)               | Kirche des hl. Bartholomäus                          | Kirche des hl. Bartholomäus | 43357/5-1424 Info Katalog | weitere Bilder |

## Staňkovice(Stankowitz)
| Lage                                                             | Objekt                              | Beschreibung                        | ÚSKP-Nr.                  | Bild             |
| ---------------------------------------------------------------- | ----------------------------------- | ----------------------------------- | ------------------------- | ---------------- |
| Staňkovice, im Dorfzentrum (Standort)                            | Mariensäule                         | Mariensäule                         | 42636/5-1432 Info Katalog | weitere Bilder   |
| Staňkovice, Postoloprtská 52 (Standort)                          | Schloss Staňkovice                  | Schloss Stankowitz                  | 42551/5-1435 Info Katalog | weitere Bilder   |
| Staňkovice (Standort)                                            | Kirche des hl. Wenzel               | Kirche des hl. Wenzel               | 43389/5-1431 Info Katalog | weitere Bilder   |
| Staňkovice, südwestlich vom Ort an der Straße Nr. 250 (Standort) | Nischenkapelle                      | Nischenkapelle                      | 43263/5-1436 Info Katalog | weitere Bilder   |
| Staňkovice, beim Schloss (Standort)                              | Feste Staňkovice                    | Feste, archäologische Spuren        | 43419/5-1437 Info Katalog | Feste Staňkovice |
| Staňkovice, an der Ortsstraße in Staňkovicích (Standort)         | Statue des hl. Johannes von Nepomuk | Statue des hl. Johannes von Nepomuk | 43098/5-1433 Info Katalog | weitere Bilder   |

## Toužetín(Tauschetin)
| Lage                              | Objekt                                            | Beschreibung                                                 | ÚSKP-Nr.                  | Bild           |
| --------------------------------- | ------------------------------------------------- | ------------------------------------------------------------ | ------------------------- | -------------- |
| Toužetín, am Dorfplatz (Standort) | Denkmal für Karel Aksamit (Pomník Karla Aksamita) | Denkmal für den Widerstandskämpfer Karel Aksamit (1897–1944) | 42455/5-4872 Info Katalog | weitere Bilder |
| Toužetín 1 (Standort)             | Schloss Toužetín                                  | Schloss Tauschetin                                           | 43661/5-1452 Info Katalog | weitere Bilder |
| Donín 46 (Standort)               | Windmühle                                         | Windmühle in Donín (Donin)                                   | 42919/5-1453 Info Katalog | weitere Bilder |

## Tuchořice(Tuchorschitz)
| Lage                                | Objekt                                                          | Beschreibung                                                       | ÚSKP-Nr.                  | Bild           |
| ----------------------------------- | --------------------------------------------------------------- | ------------------------------------------------------------------ | ------------------------- | -------------- |
| Tuchořice, náves (Standort)         | Pestsäule mit Marienstatue (Morový sloup se sochou Panny Marie) | Säule mit Marienstatue, Pestsäule                                  | 43331/5-1456 Info Katalog | weitere Bilder |
| Nečemice (Standort)                 | Kirche des hl. Bartholomäus                                     | Kirche des hl. Bartholomäus in Nečemice (Netschenitz)              | 42774/5-1277 Info Katalog | weitere Bilder |
| Nečemice 1, am Dorfplatz (Standort) | Bauernhaus Nr. 1                                                | Bauerngehöft in Nečemice                                           | 43730/5-1278 Info Katalog | weitere Bilder |
| Nečemice 1 (Standort)               | Feste Nečemice                                                  | Feste Netschenitz, teilw. erhalten in den Gebäuden des Hofes Nr. 1 | 42544/5-1279 Info Katalog | weitere Bilder |

## Velemyšleves(Welmschloß)
| Lage                                                                       | Objekt                              | Beschreibung                                               | ÚSKP-Nr.                  | Bild                                |
| -------------------------------------------------------------------------- | ----------------------------------- | ---------------------------------------------------------- | ------------------------- | ----------------------------------- |
| Velemyšleves, vor Haus Nr. 90 (Standort)                                   | Statue des hl. Johannes von Nepomuk | Statue des hl. Johannes von Nepomuk                        | 42880/5-1465 Info Katalog | Statue des hl. Johannes von Nepomuk |
| Velemyšleves, im nördlichen Teil des Dorfs (Standort)                      | Säule des hl. Josef                 | Säule des hl. Josef                                        | 42666/5-1462 Info Katalog | Säule des hl. Josef                 |
| Velemyšleves, im Dorfzentrum (Standort)                                    | Kruzifix                            | Kruzifix                                                   | 42683/5-1463 Info Katalog | Kruzifix                            |
| Velemyšleves, býv. čp. 1 (Standort)                                        | Schloss Velemyšleves                | Schloss Velmschloß, davon nur: Wirtschaftsgebäude und Park | 42570/5-1466 Info Katalog | weitere Bilder                      |
| Velemyšleves (Standort)                                                    | Feste Velemyšleves                  | Feste Welmschloß, archäologische Spuren                    | 42990/5-1466 Info Katalog | weitere Bilder                      |
| Velemyšleves 66 (Standort)                                                 | Haus Nr. 66                         | Stadthaus                                                  | 43594/5-1464 Info Katalog | Haus Nr. 66                         |
| Minice (Standort)                                                          | Kirche des hl. Martin               | Kirche des hl. Martin in Minice (Minitz)                   | 43321/5-1459 Info Katalog | weitere Bilder                      |
| Minice, westlich vom Ort an der Straße nach Truzenice (Trusenz) (Standort) | Kreuz                               | Kreuz                                                      | 42323/5-1460 Info Katalog | Kreuz                               |
| Zálezly, bei Haus Nr. 44 (Standort)                                        | Kruzifix                            | Kruzifix in Zálezly (Salesel)                              | 43103/5-1461 Info Katalog | Kruzifix                            |

## Veltěže (Weltesch)
| Lage                                              | Objekt                            | Beschreibung | ÚSKP-Nr.                  | Bild                              |
| ------------------------------------------------- | --------------------------------- | --- | ------------------------- | --------------------------------- |
| Veltěže, Bytinská 105, Vrchlického 105 (Standort) | Arbeitersozialhaus (Dělnický dům) | Arbeiterhaus, ursprünglich ein öffentliches Gebäude für gesellschaftliche Veranstaltungen, 1922 erbaut (Denkmalschutz 2018 aufgehoben). | 42751/5-1470 Info Katalog | Arbeitersozialhaus (Dělnický dům) |

## Vinařice(Winarschitz)
| Lage                                 | Objekt                              | Beschreibung                        | ÚSKP-Nr.                  | Bild                                |
| ------------------------------------ | ----------------------------------- | ----------------------------------- | ------------------------- | ----------------------------------- |
| Vinařice (Standort)                  | Kirche des hl. Ägidius              | Kirche des hl. Ägidius              | 42893/5-1473 Info Katalog | weitere Bilder                      |
| Vinařice, bei Haus Nr. 29 (Standort) | Statue des hl. Johannes von Nepomuk | Statue des hl. Johannes von Nepomuk | 42865/5-1474 Info Katalog | Statue des hl. Johannes von Nepomuk |
| Divice 1 (Standort)                  | Feste Divice                        | Feste in Divice (Diwitz)            | 43224/5-1475 Info Katalog | weitere Bilder                      |
| Divice, im Ortszentrum (Standort)    | Kapelle der hl. Anna                | Kapelle der hl. Anna                | 10657/5-5624 Info Katalog | weitere Bilder                      |

## Vrbno nad Lesy(Weiden überm Walde)
| Lage                        | Objekt                   | Beschreibung             | ÚSKP-Nr.                  | Bild           |
| --------------------------- | ------------------------ | ------------------------ | ------------------------- | -------------- |
| Vrbno nad Lesy (Standort)   | Kirche Mariä Himmelfahrt | Kirche Mariä Himmelfahrt | 43219/5-1481 Info Katalog | weitere Bilder |
| Vrbno nad Lesy 1 (Standort) | Pfarrhaus                | Pfarrhaus                | 43486/5-1480 Info Katalog | weitere Bilder |

## Vršovice(Wrschowitz)
| Lage                  | Objekt           | Beschreibung       | ÚSKP-Nr.                  | Bild           |
| --------------------- | ---------------- | ------------------ | ------------------------- | -------------- |
| Vršovice 1 (Standort) | Schloss Vršovice | Schloss Wrschowitz | 42732/5-1493 Info Katalog | weitere Bilder |

## Zbrašín (Sbraschin)
| Lage                              | Objekt                              | Beschreibung                        | ÚSKP-Nr.                  | Bild                                |
| --------------------------------- | ----------------------------------- | ----------------------------------- | ------------------------- | ----------------------------------- |
| Hořany 17 (Standort)              | Bauernhaus Nr. 17                   | Bauerngehöft in Hořany (Horschan)   | 42317/5-1506 Info Katalog | Bauernhaus Nr. 17                   |
| Senkov 6 (Standort)               | Bauernhaus Nr. 6                    | Bauerngehöft in Senkov (Senkow)     | 43524/5-1507 Info Katalog | Bauernhaus Nr. 6                    |
| Senkov, im Ortszentrum (Standort) | Statue des hl. Johannes von Nepomuk | Statue des hl. Johannes von Nepomuk | 42333/5-1508 Info Katalog | Statue des hl. Johannes von Nepomuk |

## Želkovice(Schelkowitz)
| Lage                                                     | Objekt                        | Beschreibung                            | ÚSKP-Nr.                  | Bild           |
| -------------------------------------------------------- | ----------------------------- | --------------------------------------- | ------------------------- | -------------- |
| Želkovice, am nördlichen Ende des Dorfplatzes (Standort) | Säule des hl. Josef           | Säule des hl. Josef                     | 42789/5-1516 Info Katalog | weitere Bilder |
| Želkovice (Standort)                                     | Kirche der hl. Peter und Paul | Kirche der hl. Peter und Paul (Rotunde) | 43494/5-1515 Info Katalog | weitere Bilder |

## Žerotín(Scherotin)
| Lage               | Objekt                 | Beschreibung           | ÚSKP-Nr.                  | Bild           |
| ------------------ | ---------------------- | ---------------------- | ------------------------- | -------------- |
| Žerotín (Standort) | Burg Žerotín           | Burgruine Žerotín      | 42975/5-1298 Info Katalog | weitere Bilder |
| Žerotín (Standort) | Kirche des hl. Blasius | Kirche des hl. Blasius | 42753/5-1299 Info Katalog | weitere Bilder |

## Žiželice(Schießelitz)
| Lage                                                     | Objekt                                                     | Beschreibung                                              | ÚSKP-Nr.                  | Bild                                |
| -------------------------------------------------------- | ---------------------------------------------------------- | --------------------------------------------------------- | ------------------------- | ----------------------------------- |
| Žiželice, an der Brücke (Standort)                       | Kruzifix                                                   | Kruzifix                                                  | 43589/5-1520 Info Katalog | Kruzifix                            |
| Žiželice (Standort)                                      | Kapelle Mariä Heimsuchung (Kapelle Navštívení Panny Marie) | Kapelle Mariä Heimsuchung                                 | 43385/5-1517 Info Katalog | weitere Bilder                      |
| Žiželice, u čp. 6 (Standort)                             | Kruzifix                                                   | Kruzifix                                                  | 42367/5-1518 Info Katalog | Kruzifix                            |
| Žiželice (Standort)                                      | Bildstock                                                  | Bildstock                                                 | 43654/5-1519 Info Katalog | Bildstock                           |
| Hořetice (Standort)                                      | Laurentiuskirche (Kostel svatého Vavřince)                 | Kirche des hl. Laurentius in Hořetice (Horatitz)          | 43280/5-1521 Info Katalog | weitere Bilder                      |
| Přívlaky, südöstlich vom Ort am Ufer der Eger (Standort) | Statue des hl. Johannes von Nepomuk                        | Statue des hl. Johannes von Nepomuk in Přívlaky (Pröhlig) | 42355/5-1449 Info Katalog | Statue des hl. Johannes von Nepomuk |
| Stroupeč 5 (Standort)                                    | Bauernhaus Nr. 5                                           | Bauerngehöft in Stroupeč (Straupitz)                      | 42530/5-1448 Info Katalog | Bauernhaus Nr. 5                    |